# Asienkrisen
Asienkrisen var en finansiel krise i 1997 som påvirkede valuta-, aktiebørs- og andre priser negativt i flere asiatiske lande. Mange af landene tilhørte en gruppe lande, som gik under fællesbetegnelsen "tigerøkonomier", som beskrev den kraftige vækst, som flere asiatiske lande oplevede i begyndelsen af 1990'erne.
Starten på krisen kom den 2. juli 1997, da værdien på thailandske baht raslede ned. Krisen havde egentlig forflyttet sig til Sydøstasien efter at have ramt Sydamerika i 1994. Frem til juli lå værdien på bath på 25 per USD, men fra den ene dag til den anden faldt værdien på bath med 25 % i forhold til USD.
Blandt de lande, som blev værst ramt af krisen, var Indonesien, Sydkorea og Thailand. Men også lande som Hongkong, Malaysia, Laos og Filippinerne blev ramt. Kina, Indien, Taiwan og Singapore kom ud af krisen relativt uberørte.
Blandt de faktorer, som man efterfølgende har peget på som liggende til grund for Asienkrisen, var den hurtige ukontrollerede liberalisering af landenes økonomi. Mange af landene havde historisk fulgt en meget traditionel økonomisk politik, og økonomierne var isolerede fra verden omkring for at beskytte den hjemlige økonomi.
I slutningen af 1980'erne førte isoleringen til stagnation i økonomien, uden nyinvesteringer. Verdensbanken og IMF tilbød landene økonomisk hjælp, men med modkrav som blandt andet betød en åbnere økonomi.

## Årsagen til Asienkrisen
Den indisk-fødte Rakesh Saxena (1952- ) arbejdede fra 1974 til 1985 som valutahandler og pengemarkedsmægler i Indien, Singapore, Hong Kong og London. Han blev kendt som "finansiel troldmand" og flyttede senere til Thailand, hvor han blev finansklummeskribent og konsulent for finansielle institutioner. I Bangkok mødte han i 1989 Krirkkiat Jalichandra, der tidligere havde arbejdet i Bank of Thailand (BOT, Thailands centralbank) i over et årti og netop var blevet udnævnt som senior-vicepræsident for Bangkok Bank of Commerce (BBC). Det blev til et venskab, hvor Saxena i 1992 blev personlig rådgiver for Jalichandra, der i mellemtiden var forfremmet til præsident for BBC. Banken var på det tidspunkt ejet af familien til Krirkkiats mor.
Mellem 1993 og 1994 brugte BBC over 36 milliarder baht på virksomhedsovertagelser og gearede opkøb i forbindelse med Saxenas rådgivning. BBC ydede også lån med utilstrækkelig sikkerhed til virksomheder kontrolleret af Saxena og ledende bankdirektører – inklusive Jalichandra – samt deres medarbejdere, hvoraf mange var politikere. Det blev senere anslået, at banken havde "dårlige lån" for over 50 milliarder baht eller omkring 40 procent af bankens aktiver. Ledende medarbejdere i BBC skjulte antallet af misligholdte lån, ved at udlåne penge til bankejede tomme selskabs-skaller, så disse kunne tilbagebetale gæld, som andre låntagere skyldte. Efter denne metode blev afsløret, beordrede Thailands Centralbank, BOT, i februar 1996 Jalichandra til ikke at forny Saxenas konsulentkontrakt og en måned senere tog BOT kontrol over BBC.
Under en mistillidsdebat i  det thailandske parlament i begyndelsen af maj 1996, anklagede oppositions-parlamentsmedlemmer fra Det Demokratiske Parti unavngivne regeringspolitikere, for at samarbejde med Saxena og Jalichandra, og for "underslæb på mindst 50 milliarder baht fra bankens indskud". Anklagerne, sammenholdt med rapporter om bankens forværrede tilstand, førte til et bankstormløb (run) på BBCs indskud for mere end 30 milliarder baht, hvilket medførte at banken gik konkurs. Skandalen og lukningen af BBC – en flere end 50 år gammel bank – underminerede tilliden til Thailands finansielle system, hvilket medførte en dominoeffekt, der væltede 56 finansielle institutioner. Flere thailandske banker blev overtaget af udenlandske investorer. I juli 1997 gav den thailandske regering efter for spekulativt pres mod baht og devaluerede valutaen. Dette tvang nabolandene til at følge trop med deres valutaer, hvilket udløste en finanskrise, der fejede ind over flere lande det sydøstlige Asien samt Sydkorea.
Krirkkiat Jalichandra, Rakesh Saxena og flere andre blev i 17 retssager anklaget for underslæb og bedrageri, der forårsagede skade for over 50 milliarder baht. Den vanærede BBC-præsident, Jalichandra, blev idømt 20 års fængsel og en bøde på 3,1 milliarder baht, han døde i oktober 2012, mens han stadig afsonede sin fængselsdom. Saxena var rest til Canada, da de thailandske myndigheder sigtede ham i juni 1996 for hans forbindelse til BBC-skandalen. Han blev anholdt en måned senere, men modsatte sig udlevering, idet han hævdede, at han ville blive dræbt, hvis han blev sendt tilbage til Thailand. Først i oktober 2009 afgjorde Canadas højesteret, at Saxena kunne overgives til de thailandske myndigheder. Her førte Saxena yderligere 13 års juridisk kamp, der sluttede i september 2022 med en højesteretsdom på i alt 335 års fængsel, som i praksis bliver nedsat til 20 år, der er det maksimale i henhold til den thailandske straffelov.